# Olympische Sommerspiele 2012/Teilnehmer (Uruguay)
| Gelbes Symbol für Goldmedaillen mit stilisierten Olympischen Ringen | Graues Symbol für Silbermedaillen mit stilisierten Olympischen Ringen | Braundes Symbol für Bronzemedaillen mit stilisierten Olympischen Ringen |
| ------------------------------------------------------------------- | --------------------------------------------------------------------- | ----------------------------------------------------------------------- |
| —                                                                   | —                                                                     | —                                                                       |

Uruguay nahm in London an den Olympischen Spielen 2012 teil. Es war die insgesamt 20. Teilnahme an Olympischen Sommerspielen. Das Comité Olímpico Uruguayo nominierte 30 Athleten in acht Sportarten.

## Teilnehmer nach Sportarten

### Fußball
| Wettbewerb        | Männer |
| ----------------- | --- |
| Athleten          | Matías Aguirregaray Emiliano Albín Egidio Arévalo Ríos Ramón Arias Maximiliano Calzada Martín Campaña Edinson Cavani Sebastián Coates Leandro Gelpi Abel Hernández Nicolás Lodeiro Diego Polenta Gastón Ramírez Diego Rodríguez Alexis Rolín Luis Suárez Jonathan Urretaviscaya Tabaré Viudez |
| Athleten (Ersatz) | Federico Pintos Martín Rodríguez Alejandro Silva Marcelo Silva |
| Trainer           | Óscar Tabárez |
| Gruppenphase      | Vereinigte Arabische Emirate 2:1 (1:1) Senegal 0:2 (0:2) Großbritannien 0:1 (0:1) |

### Judo
| Athleten    | Wettbewerb       | 1. Runde     | 1. Runde | Achtelfinale  | Achtelfinale  | Viertelfinale | Viertelfinale | Hoffnungsrunde Halbfinale | Hoffnungsrunde Halbfinale | Halbfinale    | Halbfinale    | Hoffnungsrunde Finale | Hoffnungsrunde Finale | Finale        | Finale        | Rang          |
| Athleten    | Wettbewerb       | Gegner       | Ergebnis | Gegner        | Ergebnis      | Gegner        | Ergebnis      | Gegner                    | Ergebnis                  | Gegner        | Ergebnis      | Gegner                | Ergebnis              | Gegner        | Ergebnis      | Rang          |
| ----------- | ---------------- | ------------ | -------- | ------------- | ------------- | ------------- | ------------- | ------------------------- | ------------------------- | ------------- | ------------- | --------------------- | --------------------- | ------------- | ------------- | ------------- |
| Männer      |                  |              |          |               |               |               |               |                           |                           |               |               |                       |                       |               |               |               |
| Juan Romero | Klasse bis 90 kg | Song Dae-Nam | 000-100  | ausgeschieden | ausgeschieden | ausgeschieden | ausgeschieden | ausgeschieden             | ausgeschieden             | ausgeschieden | ausgeschieden | ausgeschieden         | ausgeschieden         | ausgeschieden | ausgeschieden | ausgeschieden |

### Leichtathletik
Laufen und Gehen
| Athleten          | Wettbewerb   | Vorlauf | Vorlauf | Halbfinale | Halbfinale | Finale | Finale | Rang |
| Athleten          | Wettbewerb   | Zeit    | Rang    | Zeit       | Rang       | Zeit   | Rang   | Rang |
| ----------------- | ------------ | ------- | ------- | ---------- | ---------- | ------ | ------ | ---- |
| Frauen            |              |         |         |            |            |        |        |      |
| Déborah Rodríguez | 400 m Hürden | 57,04 s | 7       | -          | -          | -      | -      | 28   |
| Männer            |              |         |         |            |            |        |        |      |
| Andrés Silva      | 400 m Hürden | 53,38 s | 8       | -          | -          | -      | -      | 45   |

### Radsport

#### Straße
| Athleten   | Wettbewerb    | Zeit | Rang |
| ---------- | ------------- | ---- | ---- |
| Männer     |               |      |      |
| Jorge Soto | Straßenrennen | DNF  | DNF  |

### Rudern
| Athleten                          | Wettbewerb                  | Vorlauf     | Vorlauf | Hoffnungslauf | Hoffnungslauf | Viertelfinale | Viertelfinale | Halbfinale  | Halbfinale | Finale      | Finale       | Rang |
| Athleten                          | Wettbewerb                  | Zeit        | Rang    | Zeit          | Rang          | Zeit          | Rang          | Zeit        | Rang       | Zeit        | Rang         | Rang |
| --------------------------------- | --------------------------- | ----------- | ------- | ------------- | ------------- | ------------- | ------------- | ----------- | ---------- | ----------- | ------------ | ---- |
| Männer                            |                             |             |         |               |               |               |               |             |            |             |              |      |
| Rodolfo Collazo Emiliano Dumestre | Leichtgewichts-Doppelzweier | 6:58,63 min | 4       | 6:51,67 min   | 5             | –             | –             | 7:11,20 min | 3          | 6:51,94 min | 4 (C-Finale) | 16   |

### Schießen
| Athleten      | Wettbewerb      | Qualifikation | Qualifikation | Finale | Finale | Ringe | Rang |
| Athleten      | Wettbewerb      | Ringe         | Rang          | Ringe  | Rang   | Ringe | Rang |
| ------------- | --------------- | ------------- | ------------- | ------ | ------ | ----- | ---- |
| Männer        |                 |               |               |        |        |       |      |
| Rudi Lausarot | Luftgewehr 10 m | 575           | 47            | –      | –      | 575   | 47   |

### Schwimmen
| Athleten               | Wettbewerb     | Vorlauf     | Vorlauf | Halbfinale | Halbfinale | Finale | Finale | Rang |
| Athleten               | Wettbewerb     | Zeit        | Rang    | Zeit       | Rang       | Zeit   | Rang   | Rang |
| ---------------------- | -------------- | ----------- | ------- | ---------- | ---------- | ------ | ------ | ---- |
| Frauen                 |                |             |         |            |            |        |        |      |
| Inés Remersaro         | 100 m Rücken   | 1:08,03 min | 3       | -          | -          | -      | -      | 43   |
| Männer                 |                |             |         |            |            |        |        |      |
| José Gabriel Melconián | 100 m Freistil | 50,68 s     | 6       | -          | -          | -      | -      | 35   |

### Segeln
Fleet Race
| Athleten         | Wettbewerb   | Qualifikation | Qualifikation | Medal Race | Medal Race | Punkte | Rang |
| Athleten         | Wettbewerb   | Punkte        | Rang          | Punkte     | Rang       | Punkte | Rang |
| ---------------- | ------------ | ------------- | ------------- | ---------- | ---------- | ------ | ---- |
| Frauen           |              |               |               |            |            |        |      |
| Andrea Foglia    | Laser Radial | 343           | 38            | -          | -          | 343    | 38   |
| Männer           |              |               |               |            |            |        |      |
| Alejandro Foglia | Laser        | 132           | 9             | 4          | 2          | 136    | 8    |